# Ейпріл Росс
Ейпріл Росс (англ. April Ross; 20 червня 1982) — американська пляжна волейболістка. Олімпійська чемпіонка.

## Із біографії
Срібну медаль лондонської Олімпіади здобула в парі з Дженніфер Кессі. Бронзову медаль Олімпіади в Ріо-де-Жанейро — з Керрі Волш-Дженнінгс.

## Виступи на Олімпіадах
| Олімпіада   | Дисципліна       | Місце |
| ----------- | ---------------- | ----- |
| Лондон 2012 | пляжний волейбол | 2     |
| Ріо 2016    | пляжний волейбол | 3     |
| Токіо 2020  | пляжний волейбол | 1     |